# Wolfgang Maier (Mediziner)
Wolfgang Maier (* 13. Januar 1949) ist ein deutscher Psychiater und Psychotherapeut.

## Akademischer und beruflicher Werdegang
Wolfgang Maier studierte zunächst Mathematik und Volkswirtschaftslehre an der Ludwig-Maximilians-Universität München. Dieses Studium schloss er 1973 mit Diplomen ab. Noch im selben Jahr begann er das Studium der Medizin, ebenfalls an der Universität München. 1980 wurde er zum doctor medicinae promoviert. 1981 ging er als klinischer Wissenschaftler und Arzt, Oberarzt und später Leitender Oberarzt an die Psychiatrische Universitätsklinik Mainz. 1990 habilitierte er sich im Fach Psychiatrie. Parallel dazu erfolgten wissenschaftliche Arbeitsaufenthalten in den USA (v. a. Cornell Medical School in New York City und Washington University Medical School in St. Louis, Missouri). Er ist Schüler der verstorbenen amerikanischen Psychiater Gerald Klerman und Theodore Reich.
1995 wurde er auf den Lehrstuhl für Psychiatrie und Psychotherapie (C4) berufen und zum Direktor der Klinik und Poliklinik für Psychiatrie und Psychotherapie an der Universität Bonn berufen. 2018 wurde er emeritiert. Seither ist er Ärztlicher Leiter für Forschung und Weiterbildung der Gezeitenhaus-Klinik in Bonn.
Er war Sprecher der vom Bundesministerium für Bildung und Forschung (BMBF) geförderten Kompetenznetze „Demenzen“ (seit 2005) und „Degenerative Demenzen“ (seit 2007).
2012 bis 2014 war er Präsident der Deutschen Gesellschaft für Psychiatrie und Psychotherapie, Psychosomatik und Nervenheilkunde (DGPPN). 2004, 2013 und 2014 war er Präsident der DGPPN-Kongresse. Maier gründete zudem im Jahr 2000 die Sektion „Genetics in Psychiatry“ der World Psychiatric Association (WPA) und die Sektion „Prevention of Mental Disorders“ der European Psychiatric Association (EPA).
Seit 2010 ist er federführender Herausgeber der in Deutschland maßgebenden medizinischen Fachzeitschrift Der Nervenarzt. Maier agiert zudem als Mitherausgeber der European Archives of Psychiatry and Clinical Neuroscience.
Wolfgang Maier ist Mitglied der Nationalen Akademie der Wissenschaften Leopoldina (Sektion Neurowissenschaften). Er ist auch Mitglied der Berlin-Brandenburgischen Akademie der Wissenschaften (BBAW) (Biomedizinische Klasse) und korrespondierendes Mitglied der Heidelberger Akademie der Wissenschaften.

## Arbeitsschwerpunkte
Wolfgang Maier gehört seit 1985 zu den Initiatoren der genetischen Erforschung psychischer Störungen mit modernen biometrischen und molekularen Methoden. Zu seinen Arbeitsschwerpunkten zählt zum einen die Erforschung der genetischen Ursachen, Erscheinungsformen und Bedingungen des Therapieansprechens affektiver und schizophrener Störungen. Zum anderen erforscht er die Risikofaktoren, Frühsymptome und die Entwicklung von Demenzen und erarbeitet Behandlungsleitlinien zur Demenz. Seit 2010 ist er Sprecher des Steuerungsgremiums für die Entwicklung der S3-Behandlungsleitlinien „Demenzen“ (bei der AWMF eingestellt). Er war Mitglied (2007/08) der Bonner Antragskommission für die Gründung des Deutschen Zentrums für Neurodegenerative Erkrankungen (DZNE). Heutige Arbeitsschwerpunkte sind die Prävention, Diagnostik und Therapie von schweren psychischen und neuropsychiatrischen Erkrankungen.

## Andere Aktivitäten
2002 gründete er zusammen mit Klaus Hildemann die Fliedner Klinik, Berlin.

## Auszeichnungen
- Hans-Jörg-Weitbrecht-Preis für klinische Neurowissenschaften (1991)[10]
- Kurt-Schneider-Wissenschaftspreis (1996)[11]
- Forensische Psychiatrie (DGPPNE) h. c. (2018)

## Schriften
- Prävention psychischer Erkrankungen (zusammen mit J. Klosterkötter), 2017. Schattauer/Thieme Verlag
- Alzheimer & Demenzen verstehen. Der Ratgeber des Kompetenznetzes Demenzen: Diagnose, Behandlung, Alltag, Betreuung (zusammen mit J. Schulz und S. Weggen), 2009, Trias Verlag
- Autor/Co-Autor von mehr als 1000 medizinisch-wissenschaftlichen Publikationen in internationalen Zeitschriften.